# Laura Babini
Laura Babini (Bologna, 1896 – Roma, 1970) è stata una traduttrice italiana.

## Biografia
Nel 1918 sposa Corrado Alvaro conosciuto a Bologna, durante il primo conflitto mondiale, e con il quale avrà un figlio.

## Traduzioni
- Mark Twain, Rapporto della visita di Capitan Tempesta in Paradiso,  Vecchioni, Milano, 1926 (con Corrado Alvaro).
- Louisa May Alcott, Sotto i lillà, Carabba, Lanciano, 1928.
- Louisa May Alcott, Il sacchetto degli stracci della zia Jo, Carabba, Lanciano, 1928.
- Louisa May Alcott, Una signorina di vecchio stampo, Carabba lanciano, 1929.
- Robert Louis Stevenson, La Freccia Nera, Dauliana, Milano, 1929.
- Robert Louis Stevenson, Nei mari del sud, Vecchioni, Milano, 1929.
- Alfred Edward Woodley Mason, Il testimonio della difesa, Carabba, Lanciano, 1931.
- Thornton Wilder, La cabala, Corbaccio, Milano, 1932.
- Charles Morgan, La fontana, Mondadori, Milano, 1934 (con Corrado Alvaro).
- Louisa May Alcott, Lontano!, Carabba, Lanciano, 1934.
- Thornton Wilder, Jack e Jill, Carabba, Lanciano 1947.
- Robert Louis Stevenson, Le nuove notti arabe e altri racconti, Gherardo Casini, Roma, 1953.
- Robert Louis Stevenson, L'isola del Tesoro, Celi, Bologna, 1956 (con Corrado Alvaro).

## Fonti
- Corrado Alvaro, Cara Laura, Sellerio, Palermo 1995.
- Laura Babini - Corrado Alvaro, Lettere a donna Gemma, FPE, Locri, 2005.

| Controllo di autorità | VIAF (EN) 304918621 · SBN LIAV024125 · BAV 495/335084 |